# G스트링

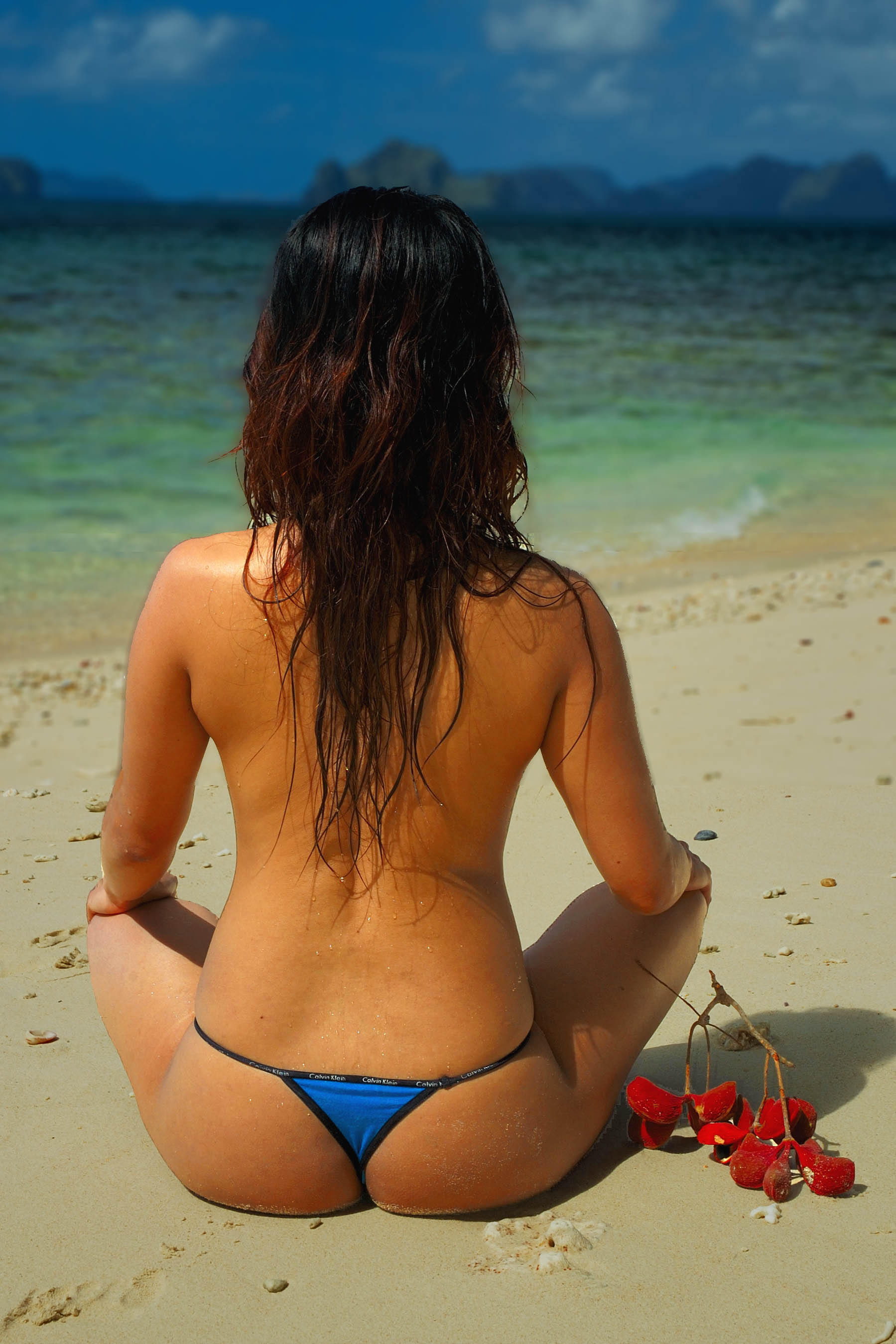
G스트링

G스트링(G-string)은 엉덩이를 대부분 노출시키는 속옷과 수영복의 일종이다. 마이크로키니와 비슷하다.

## 같이 보기
- T팬티